# Astragalus glaucacanthos
Astragalus glaucacanthos es una especie de planta del género Astragalus, de la familia de las leguminosas, orden Fabales.

## Distribución
Astragalus glaucacanthos se distribuye por Irán.

## Taxonomía
Fue descrita científicamente por Fisch. Fue publicada en Bull. Soc. Imp. Naturalistes Moscou 26(II): 481 (1853).